# Алберт Нађ
Алберт Нађ (Земун, 29. октобар 1974) је бивши српски фудбалер, a садашњи фудбалски тренер.
За београдски Партизан је наступао у два наврата, од 1992. до 1996, па после периода проведеног у Шпанији, вратио се у матични клуб 2002. и већ 2003. је са „црно-белима” изборио пласман у Лигу шампиона. Одиграо је укупно 406 утакмица у црно-белом дресу и постигао 33 гола. Са Партизаном освојио је пет титула првака и један трофеј у Купу Југославије.
Поред Партизана у Србији је играо још за Чукарички, а у иностранству је наступао за шпанске клубове Реал Бетис (1996–98), Овиједо (1998–2002) и Елче (2001), као и за руски Ростов (2007).
За репрезентацију СРЈ / СЦГ је одиграо 45 утакмица и постигао три гола. Са националним тимом је играо на Европском првенству 2000. у Белгији и Холандији као и на Светском првенству 2006. у Немачкој.

## Клупска каријера

### Партизан
Као рођени Земунац, Нађ је фудбалом почео да се бави у Телеоптику. У Партизан је дошао као петлић 1988. године, прошао све селекције у Омладинској школи клуба и од 1992. године заиграо у првом тиму. У свом првом мандату у дресу Партизана је освојио три титуле (1993, 1994, 1996) и куп (1994). Са 19 година је постао најмлађи капитен у историји Партизана (касније га претекли Јоветић и Нинковић). Од 1992. до 1996. године Нађ је за црно-беле код тренера Љубише Тумбаковића одиграо 111 првенствених утакмица и постигао осам голова.

### Шпанија
У јулу 1996, Нађ се сели у Шпанију и потписује за прволигаша Бетис. У својој првој сезони у Бетису је одиграо 30 првенствених утакмица а клуб је у Примери заузео четврто место, иза Реал Мадрида и Барселоне, а са истим бројем бодова као трећепласирани Депортиво. У Купу Краља су стигли до финала где су поражени од Барселоне, голом Фига у продужетку. Одиграо је још једну сезону за Бетис, након чега је у лето 1998. позајмљен Овиједу, такође прволигашу.
У јулу 1999. Овиједо је откупио Нађа од Бетиса. Након што је изгубио место у екипи Овиједа, Нађ је отишао на позајмицу у друголигаша Елче са којим се у последњем мечу изборио за опстанак у Сегунди. Након истека позајмице се вратио у Овиједо, који је у међувремену испао из Примере па је Нађ са овим клубом у сезони 2001/02. играо у Сегунди. У августу 2002, Нађ је напустио Овиједо након што је клуб запао у финансијске проблеме.

### Повратак у Партизан
У септембру 2002, Нађ се вратио у Партизан. Остао је у црно-белом дресу наредних пет година, и освојио још две титуле (2003, 2005). Био је део тима који се пласирао у групну фазу Лиге шампиона 2003. године и био је члан генерације која је сезоне 2004/05. играла осмину финале тадашње Лиге УЕФА, а данашње Лиге Европе. Напустио је црно-беле у јулу 2007, након што је споразумно раскинуо уговор са клубом.
Током своја два боравка у Партизану, Нађ је рачунајући званичне и пријатељске утакмице забележио укупно 406 наступа у црно-белом дресу и постигао 33 гола.

### Ростов и Чукарички
У августу 2007. Нађ је заједно са Ивицом Краљем потписао уговор са руским премијерлигашем Ростовом. Тада се Премијер лига Русије играла од марта до новембра, а Нађ је за руски клуб наступио на само седам првенствених утакмица. Ростов је испао из Премијер лиге, а Нађ и Краљ су након завршетка сезоне у новембру 2007. напустили клуб.
У јануару 2008. Нађ се вратио у српски фудбал и потписао уговор са суперлигашем Чукаричким. За сезону и по, колико је у провео у Чукаричком, Нађ је одиграо 33 суперлигашке утакмице. Последњу утакмицу у каријери је одиграо 30. маја 2009, у последњем колу шампионата 2008/09, када је на Бановом Брду гостовао Партизан. Тадашњи саиграчи из Чукаричког су му за опроштај од активног играња фудбала спремили оригиналан поклон, на центар игралишта унели су пензионерску столицу, у коју су „угурали” Нађа, а потом га покрили ћебетом, што је симболизовало његов одлазак у пензију.

## Репрезентација
За сениорску репрезентацију СР Југославије је дебитовао 23. децембра 1994, на пријатељској утакмици против Бразила која је одиграна на стадиону Олимпико монументал у Порто Алегреу. На својој другој утакмици, 31. јануара 1995, против Хонг Конга је постигао свој први гол у националном дресу.
Одлуком селектора Слободана Сантрача, Нађ није путовао на Светско првенство 1998. у Француској, иако је одиграо готово све мечеве у квалификацијама, и то на месту левог бека. Нађ се две године касније, код новог селектора Вујадина Бошкова, нашао на списку играча за Европско првенство 2000. у Белгији и Холандији. На том првенству је наступио на две утакмице групне фазе, у ремију против Словеније (3:3) и у победи над Норвешком (1:0).
Након четири године паузе, Нађ је у априлу 2004. поново заиграо за репрезентацију код селектора Илије Петковића. Одиграо је свих 90. минута пријатељске утакмице са Северном Ирском (1:1). Наступио је и на два сусрета у успешним квалификацијама за Светско првенство 2006 у Немачкој, и то у победама против Литваније (0:2) у гостима и против Босне и Херцеговине (1:0) у Београду.
Селектор Илија Петковић је уврстио Нађа на коначан списак играча који путују на Светско првенство у Немачкој, па је тако Нађ у позним играчким годинама добио прилику да заигра на Мундијалу. На Мундијалу у Немачкој, репрезентација СЦГ је изгубила све три утакмице а Нађ је на сва три сусрета био на терену. Одиграо је целу утакмицу против Холандије, полувреме против Аргентине и пола сата против Обале Слоноваче када је због два жута картона морао да напусти игру. Меч против Обале Слоноваче му је уједно био и последњи у националном дресу.

## Након играчке каријере
Члан Управног одбора ФК Партизан постаје 2009. године, где добија улогу координатора спортских селекција клуба. Као координатор обавља и дужност спортског директора у сезони 2010/11. када се Партизан по други пут квалификовао у групну фазу УЕФА Лиге шампиона.
На место спортског директора ФК Партизан, постављен је одлуком Управног одбора 29. маја 2013. године. На тој позицији се задржао тачно годину дана када је напустио функцију након што му је истекао уговор.
У јануару 2017. је постао спортски директор српсколигаша Раковице, а исте године је и постављен за тренера овог клуба, што му је и први тренерски посао у каријери. У августу 2019. је почео да ради као помоћник Сави Милошевићу у првом тиму Партизана, а 31. октобра 2019. је преузео Партизанову филијалу Телеоптик.

## Трофеји

### Партизан
- Првенство СРЈ / СЦГ (5): 1992/93, 1993/94, 1995/96, 2002/03, 2004/05.
- Куп СР Југославије (1): 1993/94.

## Статистика

### Клупска
| Клуб                | Сезона   | Лига    | Лига   | Куп     | Куп    | Европа  | Европа | Укупно  | Укупно |
| Клуб                | Сезона   | Наступа | Голова | Наступа | Голова | Наступа | Голова | Наступа | Голова |
| ------------------- | -------- | ------- | ------ | ------- | ------ | ------- | ------ | ------- | ------ |
| Партизан            | 1992/93. | 25      | 1      |         |        | —       | —      | 25      | 1      |
| Партизан            | 1993/94. | 30      | 2      |         |        | —       | —      | 30      | 2      |
| Партизан            | 1994/95. | 30      | 3      |         |        | —       | —      | 30      | 3      |
| Партизан            | 1995/96  | 26      | 2      |         |        | —       | —      | 26      | 2      |
| Партизан            | Укупно   | 111     | 8      |         |        | —       | —      | 111     | 8      |
| Бетис               | 1996/97. | 30      | 0      | 6       | 0      | —       | —      | 36      | 0      |
| Бетис               | 1997/98. | 25      | 1      | 3       | 0      | 3       | 0      | 31      | 1      |
| Бетис               | Укупно   | 55      | 1      | 9       | 0      | 3       | 0      | 67      | 1      |
| Овиједо (позајмица) | 1998/99. | 27      | 1      | 2       | 0      | —       | —      | 29      | 1      |
| Овиједо             | 1999/00. | 16      | 0      | 0       | 0      | —       | —      | 16      | 0      |
| Овиједо             | 2000/01. | 3       | 0      | 0       | 0      | —       | —      | 3       | 0      |
| Елче (позајмица)    | 2000/01. | 16      | 1      | 0       | 0      | —       | —      | 16      | 1      |
| Овиједо             | 2001/02. | 24      | 0      | 0       | 0      | —       | —      | 24      | 0      |
| Овиједо             | Укупно   | 70      | 1      | 2       | 0      | —       | —      | 72      | 1      |
| Партизан            | 2002/03. | 10      | 0      | 1       | 0      | 0       | 0      | 11      | 0      |
| Партизан            | 2003/04. | 24      | 0      | 3       | 0      | 8       | 0      | 35      | 0      |
| Партизан            | 2004/05. | 20      | 2      | 2       | 0      | 8       | 0      | 30      | 2      |
| Партизан            | 2005/06. | 28      | 2      | 0       | 0      | 6       | 0      | 34      | 2      |
| Партизан            | 2006/07. | 9       | 1      | 3       | 0      | 1       | 0      | 13      | 1      |
| Партизан            | Укупно   | 91      | 5      | 9       | 0      | 23      | 0      | 123     | 5      |
| Ростов              | 2007.    | 7       | 0      | 0       | 0      | —       | —      | 7       | 0      |
| Чукарички           | 2007/08. | 9       | 0      | 1       | 0      | —       | —      | 10      | 0      |
| Чукарички           | 2008/09. | 24      | 1      | 0       | 0      | —       | —      | 24      | 1      |
| Чукарички           | Укупно   | 33      | 1      | 1       | 0      | —       | —      | 34      | 1      |
| Каријера            | Каријера | 383     | 17     | 21      | 0      | 26      | 0      | 430     | 17     |

### Репрезентативна
| Репрезентација     | Година | Наступа | Голова |
| ------------------ | ------ | ------- | ------ |
| СР Југославија     | 1994   | 1       | 0      |
| СР Југославија     | 1995   | 7       | 1      |
| СР Југославија     | 1996   | 7       | 0      |
| СР Југославија     | 1997   | 6       | 0      |
| СР Југославија     | 1998   | 4       | 0      |
| СР Југославија     | 1999   | 5       | 2      |
| СР Југославија     | 2000   | 5       | 0      |
| СР Југославија     | 2001   | 0       | 0      |
| СР Југославија     | 2002   | 0       | 0      |
| Србија и Црна Гора | 2003   | 0       | 0      |
| Србија и Црна Гора | 2004   | 1       | 0      |
| Србија и Црна Гора | 2005   | 4       | 0      |
| Србија и Црна Гора | 2006   | 5       | 0      |
| Укупно             | Укупно | 45      | 3      |